# Dipesh Chakrabarty
Dipesh Chakrabarty (15 de desembre de 1948, Kolkata) és un professor bengalí d'Història i de Llengües i Civilitzacions Sud-asiàtiques a la Universitat de Chicago, i autor de L'humanisme en una era global (CCCB, 2008) i d'Al margen de Europa (Tusquets, 2008). És un dels pensadors més destacats de la teoria postcolonial i de la reflexió crítica de la modernitat europea. En aquest àmbit, el seu llibre més important és Provincializing Europe: Postcolonial Thought and Historical Difference (2000). També és autor d'Habitations of Modernity (2002) i Cosmopolitanism (2002). El 2004 va ser escollit membre de l'American Academy of Arts and Sciences.